# Păuliș
Păuliș is een Roemeense gemeente in het district Arad.
Păuliș telt 4349 inwoners.